# Александровка (Магжана Жумабаєва район)
Алекса́ндровка (каз. Александров) — село у складі району Магжана Жумабаєва Північноказахстанської області Казахстану. Входить до складу Возвишенського сільського округу.
Населення — 251 особа (2021; 455 у 2009, 704 у 1999, 835 у 1989).
Національний склад станом на 1989 рік:
- росіяни — 40 %
- казахи — 26 %
- німці — 22 %.